# Oracle Solaris Cluster
Oracle Solaris Cluster（オラクル・ソラリス・クラスター）とは、オラクルによる高可用クラスターパッケージの名称。以前は Sun Clusterという名前であった。
Oracle ClusterwareはOracleRACに対して利用されるクロスプラットフォームのクラスタソフトであり、Oracle Solaris Clusterと全く別の製品であるため注意が必要である。
現在リリースされている最新のバージョンは 3.3 であり、オラクルの提供する UNIX OS の Solaris 10 で動作する。(バージョン3.2は Solaris 9,10で動作する)
Oracle Solaris Clusterは、Solaris OS のカーネルモジュールとして動作する点が特徴的である。
Solaris OS 上で動作する 高可用性クラスタの競合製品として Symantec 社の VERITAS Cluster Server がある。
VERITAS Cluster Server のほうが稼動実績も多くこちらが使われることが多い。